# Edificio Bancaya
El Edificio Bancaya, también conocido como Torre Iberia o Torre Ibiza, es un edificio residencial en Madrid, fue construido en 1953, siendo en ese momento el tercer edificio más alto de la ciudad, tras el Edificio España y el Edificio Telefónica. Se ubica junto al Intercambiador de Avenida de América, en el barrio de La Guindalera, dentro del distrito de Salamanca. En su azotea se encuentra instalado un cartel publicitario de la aerolínea Iberia.
La torre forma parte de un proyecto inmobiliario del Banco de Vizcaya (actual BBVA) en el que se construyeron 7 edificios con un total de 254 viviendas.

## Residentes notables

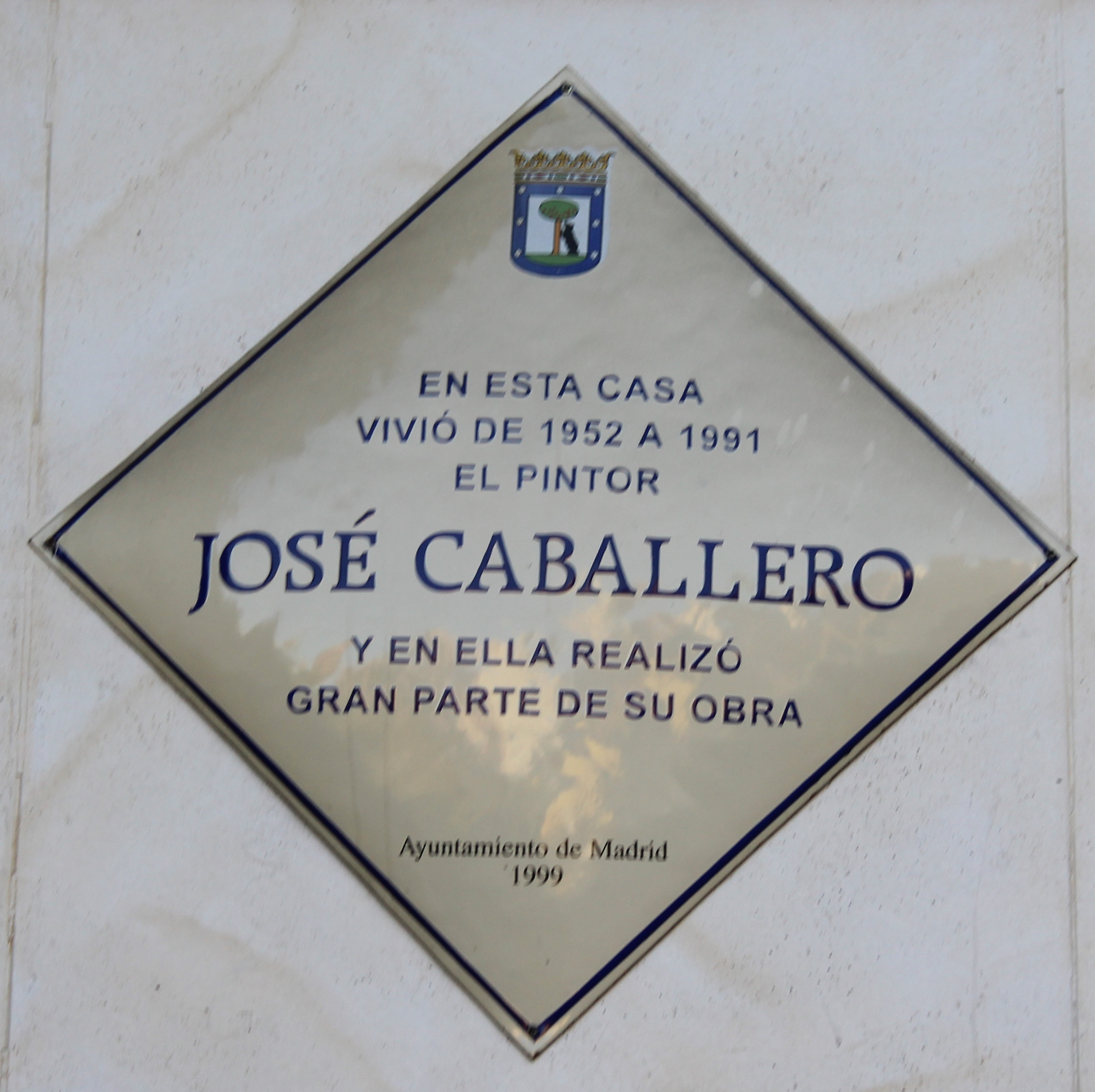

En el edificio vivió el fallecido pintor onubense José Caballero de 1952 a 1991 y realizó en él gran parte de su obra. Por este motivo, en 1999 el Ayuntamiento de Madrid instaló en la entrada del edificio una placa en su honor.